# Juraj Jarábek
Juraj Jarábek (Trnava, 3 ottobre 1962) è un allenatore di calcio ed ex calciatore slovacco, di ruolo difensore, tecnico del Malženice.

## Palmarès

### Giocatore

#### Competizioni nazionali
- Campionato cecoslovacco: 2

Spartak Trnava: 1971-1972, 1972-1973
- Coppa di Cecoslovacchia: 1

Spartak Trnava: 1974-1975

### Allenatore

#### Competizioni nazionali
- Coppa di Georgia: 1

Dinamo Tbilisi: 2015-2016